# Manfred Görig
Manfred Görig (* 26. November 1959 in Alsfeld) ist ein deutscher Politiker (SPD), ehemaliger Landrat des Vogelsbergkreis sowie ehemaliger Abgeordneter des Hessischen Landtags.

## Ausbildung und Beruf
Manfred Görig machte nach der Mittleren Reife 1975 bis 1977 eine Lehre als Elektrogerätemechaniker. Anschließend besuchte er die Berufsaufbauschule und legte 1978 das Fachabitur ab. Danach studierte er Nachrichtentechnik an der FH Dieburg und schloss das Studium 1981 als Dipl.-Ing. ab. Danach folgte 1981 bis 1983 der Wehrdienst.
Bis 1992 war Görig als Technischer Berater bei der Deutschen Telekom tätig. Anschließend wurde er Prüfingenieur beim Bundesamt für Post- und Telekommunikation. 1998 wurde er in die Regulierungsbehörde/Bundesnetzagentur als Sachbearbeiter Dienstleistungszentrum Mehrwertdienstrufnummern in Fulda übernommen.

## Politik
Manfred Görig ist seit 1980 Mitglied der SPD und dort 1987 bis 2001 Vorsitzender der SPD Romrod und war von 2001 bis 2012 Kreisvorsitzender im Vogelsbergkreis.
Als Stadtverordneter war er in der Stadt Romrod von 1985 bis 2001 (ab 1987 Stadtverordnetenvorsteher) und Erster Stadtrat 2001 bis 2006 sowie von 1997 als Kreistagsabgeordneter des Vogelsbergkreises bis zu seiner Wahl zum Landrat kommunalpolitisch tätig.
Bei der Landtagswahl in Hessen 2008 wurde er als Wahlkreiskandidat im Wahlkreis Vogelsberg direkt in den Hessischen Landtag gewählt. Für einen lokalen Skandal sorgte nach Auffassung der CDU Vogelsbergkreis Görigs Schwiegervater Horst Schopbach, damals Präses des evangelischen Dekanates Alsfeld. Er veröffentlichte eine Anzeige, in der er aufrief, Görig zu wählen; die CDU zu wählen wäre die „größtmöglichste brutalste politische Verkommenheit“. Nachdem die Landtagswahl keine klaren Regierungsmehrheiten für die CDU oder SPD zuließ, unterstützte Görig aktiv die SPD-Spitzenkandidatin Andrea Ypsilanti bei ihrem Vorhaben, eine parlamentarische Mehrheit mit den Linken zu suchen, obwohl dies vor der Wahl noch kategorisch ausgeschlossen wurde. Dieses Vorhaben scheiterte wenig später an den Stimmen der SPD-Landtagsabgeordneten Jürgen Walter, Dagmar Metzger, Carmen Everts und Silke Tesch. Bei der vorgezogenen Landtagswahl in Hessen 2009 verlor er seinen Wahlkreis, zog aber über die Landesliste in den Landtag ein.
Am 6. November 2011 trat Görig als Kandidat der SPD bei der Landratswahl im Vogelsbergkreis an. Da keiner der Bewerber im ersten Wahlgang die absolute Mehrheit erreichen konnte, trat Görig am 20. November 2011 in der Stichwahl gegen Rainer-Hans Vollmöller (CDU) an und setzte sich mit 53,7 % der Stimmen durch. Er wurde am 9. Juni 2012 ins Amt eingeführt. Am 24. September 2017 wurde er mit 78,6 % der Stimmen wiedergewählt. Bei der Wahl 2023 trat Görig aus Altersgründen nicht erneut an und unterstützte stattdessen den bisherigen Ersten Kreisbeigeordneten Dr. Jens Mischak von der CDU, welcher nach erfolgreicher Wahl die Nachfolge Görigs im Juni 2024 angetreten hat.

## Soziales Engagement
Görig war Initiator des Vogelsberger Vulkan-Iron-Walk, einem gemeinnützigen Nordic-Walking und Wandermarathon, den er bis 2012 organisiert hat. Mit Görigs Abschied vom Vorsitz der SPD Vogelsbergkreis hat auch diese Aufgabe sein Nachfolger übernommen.